# Sarkozin
Sarkozin (N-metilglicin) je intermedijer i nusproizvod u sintezi i degradaciji glicina. Sarkozin se metaboliše do glicina enzimom sarkozin dehidrogenaza, kod glicin-N-metil transferaza generariše sarkozin iz glicina. Sarkozin je prirodna aminokiselina prisutna u mišićnim i drugim telesnim tkivima. U laboratoriji se može sintetisati iz hlorosirćetne kiseline i metilamina. Sarkozin ima sladak ukus i rastvara se u vodi. On se koristi u proizvodnji biorazgradivih surfaktanata i pasti za zube, i za niz drugih oblika primena.
Sarkozin je sveptisutan u biološkim materijalima i u hrani poput žumanceta, ćuretine, šunke, povrća, mahuna, etc. Sarkozin se formira iz holina unesenog hranom i metabolizmom metionina. On se brzo razlaže do glicina. Koncentracija sarkozina u krvnom serum prosečne osobe je 1,59 ± 1,08 nM.